# Iglesia de San Bartolomé (Carcagente)
La iglesia parroquial de San Bartolomé situada en la carretera de Alberique a Cogullada, en el término municipal de Carcagente (Valencia) España, es un edificio religioso construido entre los siglos XVI y XVII, en el que se efectuaron reformas en el siglo XIX.

## Historia
La fundación de la iglesia no se sabe con exactitud, pero se situaría a finales del siglo XV y principios del siglo XVI. 
De la primitiva estructura quedan pocos restos, solo en la zona del presbiterio y la sacristía. El resto de la iglesia es más reciente, del siglo XVII, cuando se efectúan reformas ampliándose la nave y construyéndose las capillas laterales. 
En el siglo XIX, en 1854 se construyó la cúpula de la capilla de la Virgen de la Salud. En 1873 se llevaron a cabo reformas en la fachada, cubierta y bóveda, así como también se elevó la altura del campanario.

## Descripción
Se trata de una iglesia de planta de cruz latina, con una nave central y capillas laterales. La nave se cubre con bóveda de cañón con lunetos en los que se abren ventanales. Las capillas cubren con bóvedas vaídas, a excepción de la capilla del Cristo de la Salud situada en lado de la epístola (el de la derecha) con cúpula sobre pechinas. 
Al exterior presenta una cubierta a dos aguas. La fachada es de grandes dimensiones, en la que destaca la portada de dos cuerpos, realizada en piedra. El inferior es adintelado flanqueado por pilastras dóricas estriadas. En la parte superior se sitúa una hornacina con la imagen de San Bartolomé, flanqueada por volutas curvadas y pirámides en los extremos. Se remata la portada con un frontón triangular partido. A la derecha de la fachada, y adosado a la misma, se encuentra el campanario que alcanza la altura de 17 metros, es de planta cuadrada. En la parte superior, sobre el cuerpo de campanas, se sitúa un antepecho rematado con bolas en los ángulos. Coronando la torre un templete con arcos de medio punto en cada uno de sus cuatro lados, cubierto a cuatro aguas.